# Thyroglutus hoplites
Thyroglutus hoplites är en mångfotingart som beskrevs av Karl Wilhelm Verhoeff 1940. Thyroglutus hoplites ingår i släktet Thyroglutus och familjen Harpagophoridae. Inga underarter finns listade i Catalogue of Life.